# Alexander Aslak Nørgaard
Alexander Aslak Nørgaard (født 15. marts 2000) er en dansk elitesvømmer, der stiller op for Sigma Swim Birkerød.
Nørgaard satte i april 2019 ved Danish Open ny dansk rekord i 1.500 m fri med tiden 14.55,56 minutter, hvilket udløste kvalifikation til VM.
Ved VM 2019 i forbedrede han rekorden til 14.47,75, hvilket var nok til at gå i finalen. Her blev han dog sidst, langt fra sin kvalifikationstid.
I april 2021 svømmede han ved et stævne i Stockholm på 14.54, hvilket var under kvalifikationskravet til det udskudte OL 2020 i Tokyo.